# Gymnothorax isingteena
Gymnothorax isingteena är en fiskart som först beskrevs av Richardson, 1845.  Gymnothorax isingteena ingår i släktet Gymnothorax och familjen Muraenidae. Inga underarter finns listade i Catalogue of Life.